# 許し

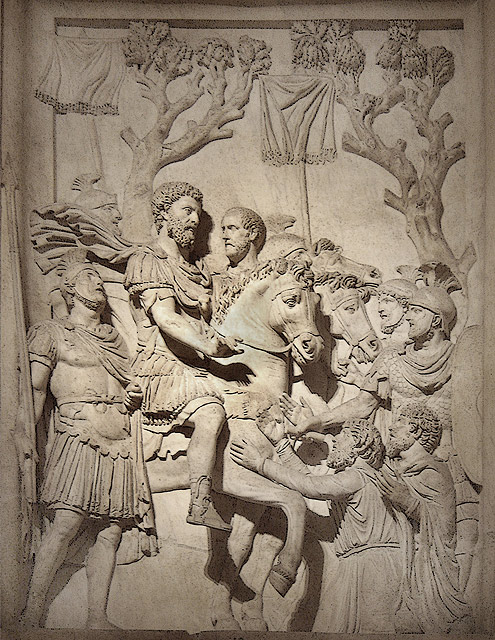
皇帝マルクス・アウレリウスが、勝利し征服した敵族に対して寛恕を示している（ローマのカピトリーノ美術館）

ゆるしとは、願いを聞き入れること、許可すること（許し・聴し）、または、罪・過失・無礼などをとがめないこと（赦し）を意味する。
心理学において許し（en:forgiveness）は、当初は不当に扱われたと感じた者が、受けた侵害についての気持ちと態度の変化を経験し、憤りや復讐などの否定的な感情を（それが正当化されうるとしても）乗り越える、一連の意図的かつ自発的な過程を意味する。ただし、許しが否定的感情から肯定的態度への切り替わり（つまり侵害者が良好でいるのを望む力をつけること）をどれだけ含意するかについては、理論家の意見が異なっている。
許しは、大目に見ること（許しが必要な過った行為を見逃すこと）や、免責（侵害者に行為の答責を着せないこと）、忘却（その侵害について意識から取り除くこと）、恩赦（裁判官など社会の代表者により認知された侵害について与えられる）、和解（関係の修復）、とは異なる。

## 心理学
心理学の概念そして美徳としての許しの効用は、宗教思想や・社会科学・医学において探求されてきた。許しは単に、自らを許すことも含めた許す人の観点と、許される人の観点から、または許す人と許される人との関係性において、考慮されることもある。許しは殆んどの場合、修復的司法の見込みがなくとも、侵害者の側に応答がなくとも与えられる（例えば、連絡がつかない人や死んだ人を許すことはできる）。実際には不当に扱った人から許されるために、侵害者は何らかの自認や・謝罪を申し出たり、正に許しを求めたりすることが必要な場合もある。
許しの語は相手が入れ替わって用いられうる、そして人や文化により様々に解釈される。これが人間関係のコミュニケーションにおいてとりわけ重要なのは、許しがコミュニケーションの鍵となる要素であり、個人・カップル・グループ全体としての進歩になるからである。全ての当事者が共に許し合うつもりでいれば、関係は維持されうる。 「許しの先例を把握し、許しの生理を探究し、より許せるように人々を教育することは皆、我々がこの語について共通の意義を持つことを示唆するのである。」。

## 宗教
多くの宗教には許しに関する教えが含まれており、これらの教えの多くが許しについての多様な今日への伝承と実践の元になる基礎を与えている。宗教の教義や哲学の学派には、人が自らの欠点に代わるある種の神の許しを見出す必要性を重視しているものもあれば、人が互いの許しを実践する必要性を重視しているものもある、またしかし人及び神の許しを殆んどあるいは全く区別していないものもある。
- ゆるしの秘跡(カトリック教会)
- 赦罪の主日（正教会)

## 政治における赦し
社会的・政治的な規模での許しには、全く私的かつ宗教的な領域での「赦し」が含まれている。「赦し」の概念は、政治の分野においては例外的だと一般に考えられている。しかしハンナ・アーレントは、「許す力」が公的な問題において意義を持つと考えている。哲学者の彼女は、人が取り返しのつかぬ事に直面しても、許しによって個人的そして集団的な対処能力が発揮されると信じている。
社会学者の Benoît Guillou は、1994年の民族虐殺後のルワンダでなされた許しの対話とその実践についての調査で、「ゆるし」の語が極めて多義的であり、またこの概念が著しく政治的な性格を持つことを例示した。その著作の結論として彼は、一方では曖昧に語が用いられるのを、他方では許しを介して社会的な絆が修復される条件を、より良く理解するために、許しの4つの類型を提示している。
哲学者ウラジミール・ジャンケレヴィッチは、ホロコーストなどのナチス・ドイツによるユダヤ人への犯罪について、人間の限界を超えた場合は赦しの対象とならず、犯罪としての時効もないと主張した。
哲学者ジャック・デリダは、赦せるものを赦すことは人々ができることであるとジャンケレヴィッチに異議を唱えた。ただし、これは本当の赦しではなく、本当の赦しとは、無条件の赦しであり、これは不可能であるが、赦しが求めるのはまさに不可能なことを行うことであると主張した。またデリダは、北京大学での講演の際、日本と中国の歴史認識問題は、死んだ犠牲者にしか赦せるかどうかを決める権利はないので、赦しの問題ではないと語った。日本が謝罪した後は和解すべきかという質問に対しては、それは外交と政治の問題であり、条件つきの赦しの問題であり、純粋な赦しの問題ではなく、日本と中国の国民と政府が決めることであると語った。

## 法律における赦し
犯罪における加害者と被害者が、犯罪による害から修復していく方法を、修復的司法と呼ぶ。加害者と被害者がともに正義を実感できるか、被害者・加害者間の関係を念頭に置いているか、将来に向けた取り組みが行われていることなどが鍵となる
また、特定の文脈において forgiveness は、債務・ローン・義務によるあらゆる請求やその他の請求を免除または放棄するための、法律用語となる。

## ニューエイジ
- 「奇跡のコース」
- ホ・オポノポノ（ハワイにおける、告白による和解と許しによる回復法）

## 参照
1. ↑  goo辞書：デジタル大辞泉（小学館）
2. ↑  Doka, Kenneth (2017). Grief is a journey. Atria Books. pp. 14–16. ISBN 978-1476771519
3. ↑  Hieronymi, Pamela (2001年5月). “Articulating an Uncomprimising Forgiveness”. pp. 1–2. 2020年1月18日閲覧。
4. ↑  North, Joanna (1998). Exploring Forgiveness (1998). University of Wisconsin. pp. 20–21. ISBN 0299157741
5. 1 2 3  “American Psychological Association. Forgiveness: A Sampling of Research Results.”. pp. 5–8 (2006年). 2011年6月26日時点のオリジナルよりアーカイブ。2009年2月7日閲覧。
6. ↑  What Is Forgiveness? Archived 2013-11-14 at the Wayback Machine. The Greater Good Science Center, University of California, Berkeley
7. ↑  Field, Courtney; Zander, Jaimie; Hall, Guy (September 2013). “'Forgiveness is a present to yourself as well': An intrapersonal model of forgiveness in victims of violent crime” (英語). International Review of Victimology 19 (3):  235–247. doi:10.1177/0269758013492752. ISSN 0269-7580.
8. ↑  Graham, Michael C. (2014). Facts of Life: ten issues of contentment. Outskirts Press. p. 268. ISBN 978-1-4787-2259-5
9. ↑  Lawler-Row, Kathleen A.; Scott, Cynthia A.; Raines, Rachel L.; Edlis-Matityahou, Meirav; Moore, Erin W. (2007-06-01). “The Varieties of Forgiveness Experience: Working toward a Comprehensive Definition of Forgiveness”. Journal of Religion and Health 46 (2):  233–248. doi:10.1007/s10943-006-9077-y. ISSN 1573-6571.
10. ↑  Hannah Arendt (1961). Condition de l’homme moderne (フランス語). Paris: en:Calmann-Lévy.
11. ↑  “Benoît Guillou, Le pardon est-il durable ? Une enquête au Rwanda, Paris, François Bourin” (2014年). 2016年11月5日時点のオリジナルよりアーカイブ。2016年12月13日閲覧。
12. ↑  王前著『中国が読んだ現代思想―サルトルからデリダ、シュミット、ロールズまで』講談社選書メチエ，2011年．p124-125.
13. 1 2  王前『中国が読んだ現代思想』講談社．p125.
14. 1 2  王前『中国が読んだ現代思想』講談社．p126.
15. ↑  ハワード・ゼア 著、西村春夫; 細井洋子; 高橋則夫監 訳 『修復的司法とは何か : 応報から関係修復へ』新泉社、2003年
16. ↑  Debt Forgiveness Archived 2013-10-31 at the Wayback Machine. OECD, Glossary of Statistical Terms (2001)
17. ↑  Loan Forgiveness Archived 2013-11-13 at the Wayback Machine. Glossary, U.S. Department of Education